# Lyriothemis bivittata
Lyriothemis bivittata är en trollsländeart som först beskrevs av Jules Pièrre Rambur 1842.  Lyriothemis bivittata ingår i släktet Lyriothemis och familjen segeltrollsländor. IUCN kategoriserar arten globalt som livskraftig. Inga underarter finns listade i Catalogue of Life.